# Brühlwegdüne
Das Naturschutzgebiet Brühlwegdüne liegt auf dem Gebiet der Stadt Sandhausen im Rhein-Neckar-Kreis in Baden-Württemberg.

## Lage
Das Gebiet erstreckt sich südlich des Kernortes von Sandhausen und nordöstlich von Walldorf. Am nordwestlichen Rand des Gebietes verläuft die Landesstraße L 598, nordöstlich die Kreisstraße K 4156, östlich die B 3, südlich die K 4256 und westlich die A 5. Westlich des Gebietes erstreckt sich das rund 17 ha große Naturschutzgebiet (NSG) Zugmantel-Bandholz, nördlich das rund 15,7 ha große NSG Sandhausener Dünen Pferdstrieb und östlich das rund 69,3 ha große NSG Nußlocher Wiesen.

## Bedeutung
Schutzzweck des Naturschutzgebietes ist lt. Schutzgebietsverordnung
- die Erhaltung eines Binnendünenzuges als entstehungsgeschichtlich bedeutsame, geomorphologische Sonderform
- die Schaffung und Erhaltung offener Sandrasen kalkhaltiger und kalkfreier Standorte (insbesondere Blauschillergrasrasen und Silbergrasrasen) sowie sich daraus entwickelnder Sandheiden einschließlich ihrer Funktion als Lebensraum biotoptypischer, teils seltener und bestandsgefährdeter Tier- und Pflanzenarten
- die Schaffung und Erhaltung von Wintergrün-Kiefern-Wäldern auf kalkhaltigem Untergrund und von Weißmoos-Kiefern-Wäldern auf kalkfreien Standorten einschließlich ihrer Funktion als Lebensraum biotoptypischer, teils seltener und bestandsgefährdeter Tier- und Pflanzenarten
- die Vernetzung gleichartiger Lebensräume in den benachbarten Naturschutzgebieten „Sandhausener Dünen Pferdstrieb“ und „Zugmantel-Bandholz“
- die Schaffung und Erhaltung der Populationen charakteristischer, biotoptypischer Tier- und Pflanzenarten der Sandrasen, trockenen Sandheiden und Steppen-Kiefernwälder (insbesondere Vögel, Wildbienen, Wespen, Schmetterlinge, Heuschrecken, Wanzen und Käfer).